# Granulopaussus
Granulopaussus is een geslacht van kevers uit de familie van de loopkevers (Carabidae). De wetenschappelijke naam van het geslacht is voor het eerst geldig gepubliceerd in 1938 door H.Kolbe.

## Soorten
Het geslacht Granulopaussus omvat de volgende soorten:
- Granulopaussus granulatus (Westwood, 1850)
- Granulopaussus leleupi (Reichensperger, 1950)
- Granulopaussus reichenspergeri (Luna de Carvalho, 1959)
- Granulopaussus sankuruensis (Reichensperger, 1930)